# Кош-Агачский район
Кош-Ага́чский район или аймак  (в 1913—1924 годах — Кош-Агачская волость, алт. Кӧжӧӧ-Агаш аймак, каз. Қосағаш ауданы) — административно-территориальная единица и муниципальное образование (муниципальный район) в составе Республики Алтай Российской Федерации.
Административный центр — село Кош-Агач.

## География
Расположен в южной части республики. Граничит с Онгудайскийм, Улаганским, Усть-Коксинским районами Республики Алтай, Республикой Тува России, а также с Монголией, Китайской Народной Республикой, Казахстаном.
Район приравнен к районам Крайнего Севера.

## История
14 (27) июня 1913 года Вторая Чуйская Волость была разделена на Кош-Агачскую и Киргизскую волости. После революции Кош-Агачская волость входила в Горно-Алтайский уезд, образованный 30 декабря 1918 года. По переписи 1920 года в составе волости числились населенные пункты: 
- Кош-Агач
- Кызыл-Тын
- Куяхтанар
- Узун-Чаган

1 июня 1922 года Всероссийский центральный исполнительный комитет постановил, чтобы Кош-Агачская волость вошла в состав образованной Ойротской Автономной области. 16 сентября 1924 года Кош-Агачская волость была переименована в Кош-Агачский аймак. Он в себя включал 4 сельсовета: Курайский, Киргизский, Кокоринский, Ялангашский. В 1926 году Киргизский с/с был переименован в Казакский. К 1930 году число сельсоветов возросло до 6 — появились Чаган-Узунский и Чибитский с/с. К 1932 году были образованы Кош-Агачский и Джазаторский с/с, упразднён Ялангашский с/с. В 1954 году был упразднён Кокоринский с/с, однако вскоре он был восстановлен. В 1957 году из состава Чибитского с/с был выделен Акташский поселковый совет.
1 февраля 1963 года Кош-Агачский аймак был преобразован в сельский район, а с 1965 в район. В 1968 году Чибитский с/с и Акташский п/с были переданы в Улаганский район. В 1976 году образован Мухор-Тархатинский с/с, в 1979 — Бельтирский, в 1984 — Тобелерский. К 1985 году число сельсоветов выросло до 9 (Бельтирский, Джазаторский, Казахский, Кокоринский, Кош-Агачский, Курайский, Мухор-Тархатинский, Тобелерский и Чаган-Узунский). В 1989 году был образован Ортолыкский с/с, а в 1991 — Теленгит-Сортогойский с/с.
В 1995 году сельсоветы были преобразованы в сельские администрации. В 2001 году была образована Ташантинская с/а. В 2005 году сельские администрации были преобразованы в сельские поселения.

## Население
| 1897    | 1916    | 1920    | 1926    | 1933    | 1939    | 1959    | 1970    | 1979    |
| ------- | ------- | ------- | ------- | ------- | ------- | ------- | ------- | ------- |
| 2337    | ↘2039   | ↗5149   | ↗5940   | ↗6864   | ↗9849   | ↗11 944 | ↗12 400 | ↗14 250 |
| 1989    | 2002    | 2003    | 2004    | 2005    | 2006    | 2007    | 2008    | 2009    |
| ↗16 422 | ↗17 353 | ↘17 258 | ↗17 397 | ↗17 700 | ↗17 900 | ↗18 100 | ↗18 551 | ↗18 924 |
| 2010    | 2011    | 2012    | 2013    | 2014    | 2015    | 2016    | 2017    | 2018    |
| ↘18 263 | →18 263 | →18 263 | ↗18 318 | ↗18 599 | ↗18 765 | ↗18 814 | ↗19 025 | ↗19 188 |
| 2019    | 2020    | 2021    |         |         |         |         |         |         |
| ↗19 308 | ↗19 616 | ↘18 328 |         |         |         |         |         |         |

Согласно прогнозу Минэкономразвития России, численность населения будет составлять:
- 2024 — 19,45 тыс. чел.
- 2035 — 19,77 тыс. чел.

### Национальный состав
Коренными жителями района являются алтайцы-теленгиты (41,3 % населения по результатам переписи населения 2010 г.). Район является местом компактного проживания алтайских казахов, переселившихся сюда в конце XIX — начале XX веков; они составляют большинство населения района (54,4 % по результатам переписи населения 2010 г.). Также проживают русские (3,3 %) и другие национальности.
Национальный состав Кош-Агачского района по переписи 1939 г.
| Национальность / район (населённый пункт) | Численность | Численность      | Численность |
| Национальность / район (населённый пункт) | весь район  | с. Кош-Агач (рц) | прочие села |
| Всего                                     | 9768        | 1362             | 8406        |
| Ойроты                                    | 3419        | 178              | 3241        |
| Русские                                   | 3204        | 1052             | 2152        |
| Казахи                                    | 2987        | 90               | 2897        |
| Украинцы                                  | 79          | 27               | 52          |
| Мордовцы                                  | 11          | 2                | 9           |
| Прочие                                    | 68          | 13               | 55          |

По данным Всероссийской переписи населения 2021 года: 
| Народ   | Численность, чел. | Доля от всего населения, % |
| ------- | ----------------- | -------------------------- |
| казахи  | 9 193             | 50,16 %                    |
| алтайцы | 8 153             | 44,48 %                    |
| русские | 571               | 3,12 %                     |
| тувинцы | 21                | 0,11 %                     |
| другие  | 390               | 2,13 %                     |
| всего   | 18 328            | 100,00 %                   |

Язык, изучаемый в школе как предмет «родной язык»
- В муниципальном общеобразовательном учреждении «Кош-Агачская средняя общеобразовательная школа им. В. И. Чаптынова» в учебном году 2018—2019 в 5-11 классах предмет «родной язык» преподавался: казахский — 482 ученика, алтайский — 93 ученика, не преподавался ни один у 94 учеников[27].
- В муниципальном казённом общеобразовательном учреждении «Бельтирская средняя общеобразовательная школа имени Кыдат Тебековой» учебные предметы регионального компонента — алтайский язык и литература — преподаются на алтайском языке[28].
- В муниципальном казённом общеобразовательном учреждении «Джазаторская средняя общеобразовательная школа имени М. И. Берсимбаева» при обучении по предмету «родной язык» преподаётся казахский[29][30].
- В муниципальном казённом образовательном учреждении «Жана-Аульская средняя общеобразовательная школа» обучение предметам «родной язык и литература» производится в кабинете казахского языка[31].
- В муниципальном общеобразовательном учреждении «Кокоринская средняя общеобразовательная школа» предметом «родной язык и литература» являются алтайский язык и литература[32][33].
- В муниципальном казённом общеобразовательном учреждении «Курайская средняя общеобразовательная школа» предметом «родной язык и литература» являются алтайский язык и литература[34].
- В муниципальном общеобразовательном учреждении «Тобелерская средняя общеобразовательная школа им. А.Кожабаева» предмет «родной язык и литература» преподаётся в кабинете казахского языка[35].
- В МКОУ «Мухор-Тархатинская средняя общеобразовательная школа» предметом «родной язык и литература» являются алтайский язык и литература[36].
- В муниципальном казённом общеобразовательном учреждении «Теленгит-Сортогойская средняя общеобразовательная школа» обучение предметам «родной язык и литература» производится в кабинете казахского языка[37].
- В муниципальном казённом общеобразовательном учреждении «Ортолыкская средняя общеобразовательная школа имени М. И. Лапшина» предметом «родной язык и литература» являются алтайский язык и литература[38].
- В муниципальном казённом общеобразовательном учреждении «Чаган-Узунская средняя общеобразовательная школа им. П. И. Оськиной» преподаётся как алтайский язык и литература, так и казахский язык и литература[39][40].
- В муниципальном казённом общеобразовательном учреждении «Кош-Агачская средняя общеобразовательная школа имени Лидии Ильиничны Тюковой» преподаётся как алтайский язык и литература, так и казахский язык и литература[41].
- В муниципальном казённом общеобразовательном учреждении «Ташантинская основная общеобразовательная школа» преподаётся как алтайский язык и литература, так и казахский язык и литература[42]

## Муниципально-территориальное устройство
В Кош-Агачском районе 16 населённых пунктов в составе 12 сельских поселений:
| №  | Сельские поселения                       | Административный центр | Количество населённых пунктов | Население | Площадь, км² |
| -- | ---------------------------------------- | ---------------------- | ----------------------------- | --------- | ------------ |
| 1  | Бельтирское сельское поселение           | село Новый Бельтир     | 2                             | ↗1643     | 3266         |
| 2  | Джазаторское сельское поселение          | село Беляши            | 2                             | ↗1386     | 6664         |
| 3  | Казахское сельское поселение             | село Жана-Аул          | 2                             | ↗765      | 802          |
| 4  | Кокоринское сельское поселение           | село Кокоря            | 1                             | ↗937      | 2228         |
| 5  | Кош-Агачское сельское поселение          | село Кош-Агач          | 1                             | ↘8334     | 34           |
| 6  | Курайское сельское поселение             | село Курай             | 2                             | ↗1381     | 1936         |
| 7  | Мухор-Тархатинское сельское поселение    | село Мухор-Тархата     | 1                             | ↗833      | 1584         |
| 8  | Ортолыкское сельское поселение           | село Ортолык           | 1                             | ↗757      | 628          |
| 9  | Ташантинское сельское поселение          | село Ташанта           | 1                             | ↘474      | 354          |
| 10 | Теленгит-Сортогойское сельское поселение | село Теленгит-Сортогой | 1                             | ↘614      | 454          |
| 11 | Тобелерское сельское поселение           | село Тобелер           | 1                             | ↘801      | 1264         |
| 12 | Чаган-Узунское сельское поселение        | село Чаган-Узун        | 1                             | ↘403      | 631          |

| №  | Населённый пункт  | Тип                          | Население | Муниципальное образование                |
| -- | ----------------- | ---------------------------- | --------- | ---------------------------------------- |
| 1  | Актал             | село                         | ↘3        | Казахское сельское поселение             |
| 2  | Аркыт             | село                         | ↘62       | Джазаторское сельское поселение          |
| 3  | Бельтир           | село                         | ↘77       | Бельтирское сельское поселение           |
| 4  | Беляши            | село                         | ↘1292     | Джазаторское сельское поселение          |
| 5  | Жана-Аул          | село                         | ↘796      | Казахское сельское поселение             |
| 6  | Кокоря            | село                         | ↗937      | Кокоринское сельское поселение           |
| 7  | Кош-Агач          | село, административный центр | ↘8334     | Кош-Агачское сельское поселение          |
| 8  | Курай             | село                         | ↘427      | Курайское сельское поселение             |
| 9  | Кызыл-Таш         | село                         | ↗785      | Курайское сельское поселение             |
| 10 | Мухор-Тархата     | село                         | ↗833      | Мухор-Тархатинское сельское поселение    |
| 11 | Новый Бельтир     | село                         | ↗1248     | Бельтирское сельское поселение           |
| 12 | Ортолык           | село                         | ↗757      | Ортолыкское сельское поселение           |
| 13 | Ташанта           | село                         | ↘474      | Ташантинское сельское поселение          |
| 14 | Теленгит-Сортогой | село                         | ↘614      | Теленгит-Сортогойское сельское поселение |
| 15 | Тобелер           | село                         | ↘801      | Тобелерское сельское поселение           |
| 16 | Чаган-Узун        | село                         | ↘403      | Чаган-Узунское сельское поселение        |

## Экономика

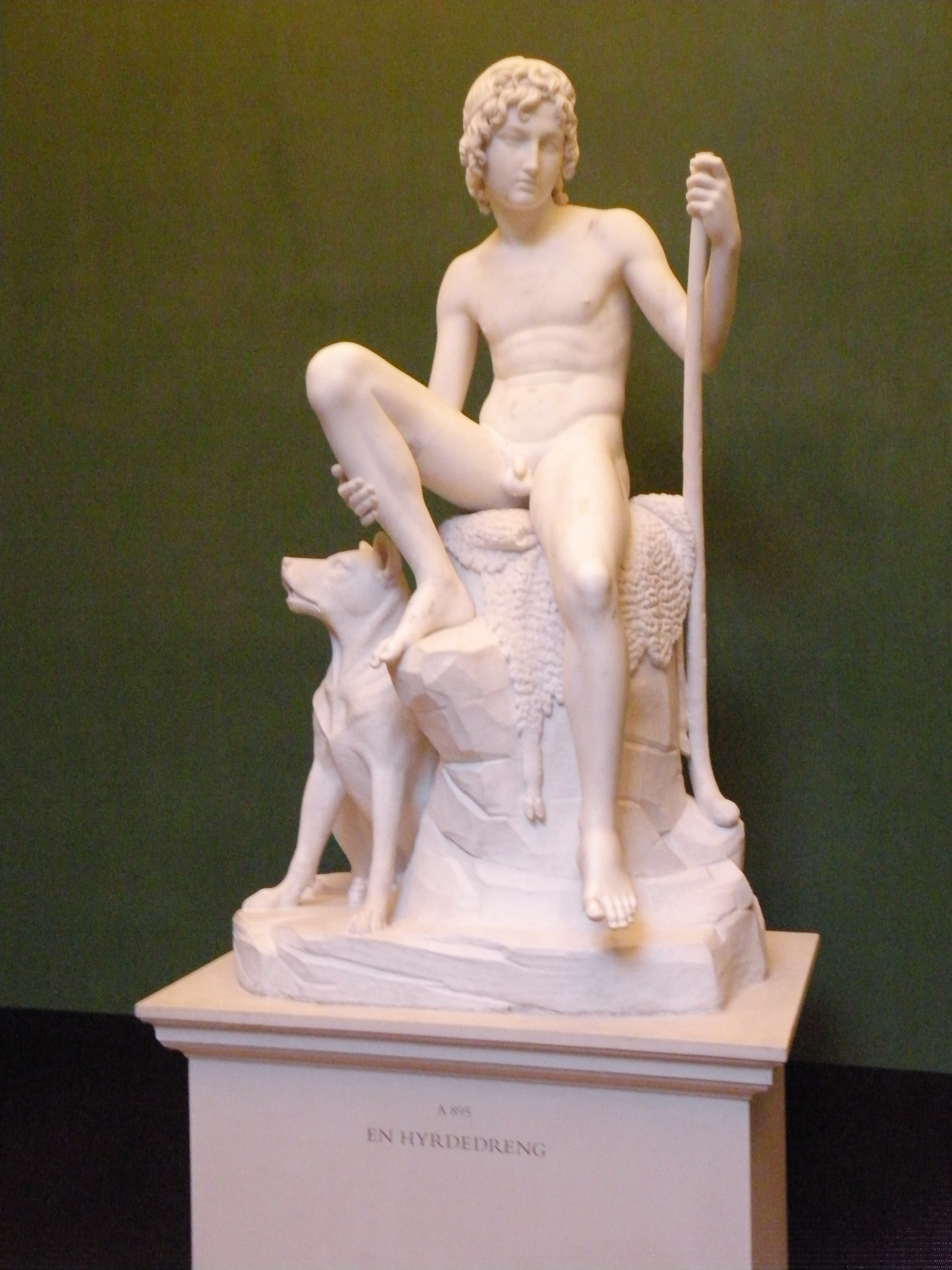
Чабан на летней стоянке в верховьях р. Ак-Кол. Начало августа 2004 г.

Основные виды экономики: мясное скотоводство, козоводство, овцеводство, коневодство, пантовое оленеводство, добыча вольфрамо-молибденовой руды.
4 сентября 2014 года вблизи села Кош-Агач  открыта первая в России сетевая солнечная электростанция, мощностью 5 МВт. Команду на её запуск по телемосту дал Президент РФ В.В.Путин. Новая электростанция стала первым собственным объектом электрогенерации в Республике Алтай. Она обеспечивает стабильное электроснабжение более 1000 домохозяйств. Её площадь составляет 13 Га.

## Пограничная зона
В соответствии с приказом ФСБ РФ от 16 июня 2006 г. № 282 «О пределах пограничной зоны на территории Республики Алтай» на части Кош-Агачского района установлена погранзона. В неё включена вся территория Джазаторского, Мухор-Тархатинского, Тобелерского, Казахского, Ташантинского, Кокоринского сельских поселений. Таким образом, для посещения этих земель необходимо иметь пропуск, либо регистрацию в Республике Алтай, либо путёвку в базу отдыха, расположенную в пограничной зоне, либо командировку от любой организации в территорию, расположенную в пограничной зоне. Остальные сельские поселения района доступны для свободного посещения.

## СМИ
Издаётся районная газета «Чуйские зори».

## Достопримечательности

### Природные

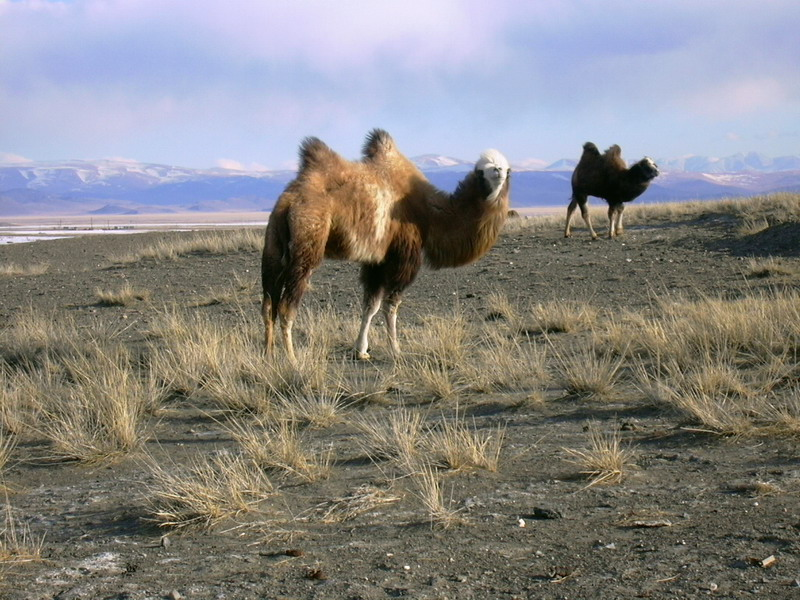
Верблюд в Чуйской степи. Кош-Агачский район

- В долине крупнейшего притока р. Чуи Чаган-Узуна расположены два опорных геологических разреза плейстоценовых ледниковых и водно-ледниковых отложений, которые изучаются много лет геологами всего мира. Чаган-Узунский разрез ленточных алевропелитов датирован по радиокарбоновому методу поздним плейстоценом. Величественный Чаганский разрез четвертичных отложений, который расположен на левобережье р. Чаган, в 5 км выше по течению пос. Бельтир, охватывает более широкий возрастной интервал до полумиллиона лет. Оба разреза ежегодно посещаются международными экспедициями[45]. Эти разрезы, как и весь бассейн Чаган-Узуна предлагается отнести к великим геологическим памятникам природы[46]
- В центральной части Чуйской котловины были обнаружены и исследованы уникальные природные объекты криогенные формы: бугры пучения возрастом около 4 тыс. лет. Они получили местное название: тобелеры, соответственно поселение на них называется Тобелером[47].
- В ледниковые эпохи плейстоцена обширная Чуйская межгорная котловина неоднократно заполнялась гигантскими ледниково-подпрудными озёрами, которые совместно с Курайским ледниково-подпрудным озером систематически прорывались вниз по уклону и трансформировали исходную топографическую поверхность не только в горах Алтая, но и в предгорьях. В ледниковые максимумы, в частности, в последний вюрмский (сартанский), Чуйская и Курайская котловины занимались ледниками горного обрамления и представляли собой ледоёмы различных морфогенетических типов.

### Исторические и археологические
- В долине реки Елангаш расположен известный петрографический комплекс.
- В 1993 году район подарил науке мировое открытие XX века: сохранившееся в кургане «Ак-Алаха-3» на плоскогорье Укок бальзамированное тело Укокской принцессы, молодой пазырыкской женщины, проживавшей здесь около 2500 лет тому назад.
- Тархатинский мегалитический комплекс — памятник эпохи бронзы, находится в 25 километрах от села Кош-Агач, в непосредственной близости от дороги ведущей к селу Джазатор, на её 28 километре.

## Известные люди, связанные с Кош-Агачским районом
- Берсимбаев, Рахметкажи Искендирович (1947- по н.в.) - учёный-генетик, академик HAH PK, академик АН ВШ РК (2001), академик МАН ВШ (2002), доктор биологических наук, профессор, Вице-министр образования и науки Республики Казахстан, руководитель аппарата Министерства образования и науки Республики Казахстан (2004—2005).
- Джаткамбаев, Ауельхан Жазитович (каз. Әуелхан Жазитұлы Джаткамбаев (15 апреля 1954 — 3 декабря 2020) — бывший глава Кош-Агаческого района, бывший президент национально-культурной ассоциации казахов Республики Алтай.

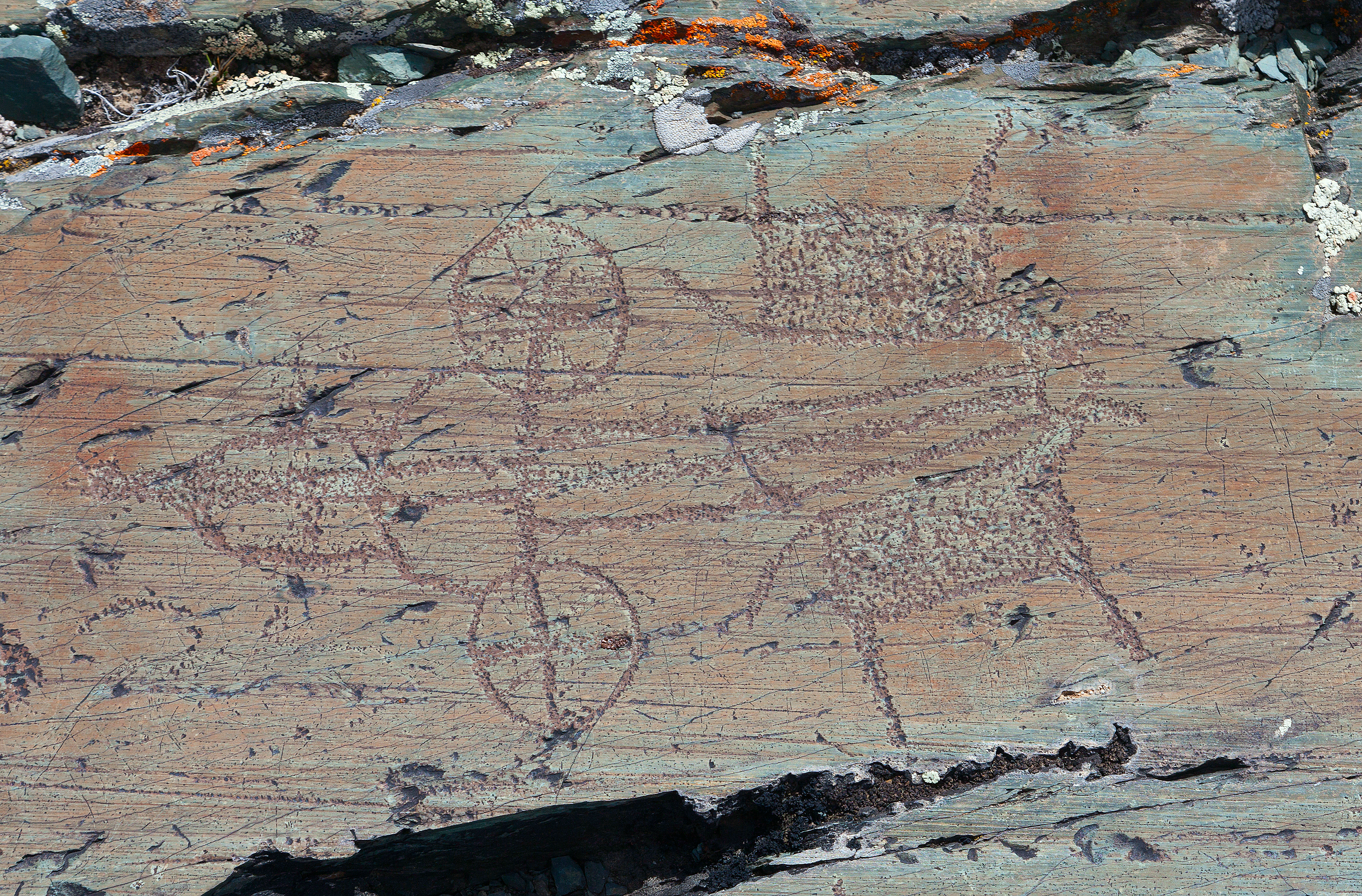
Колесница эпохи бронзы
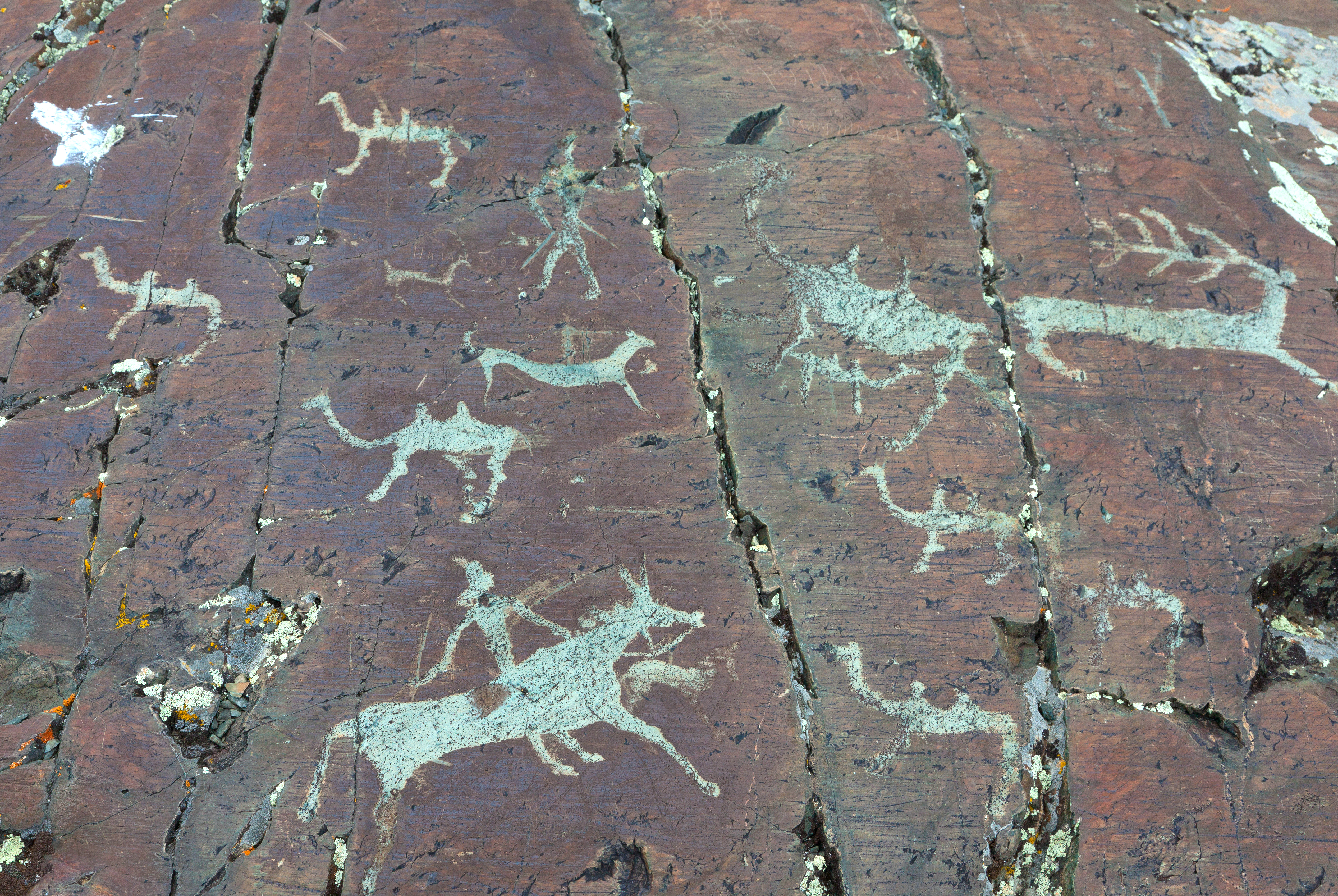
Древнетюркский всадник
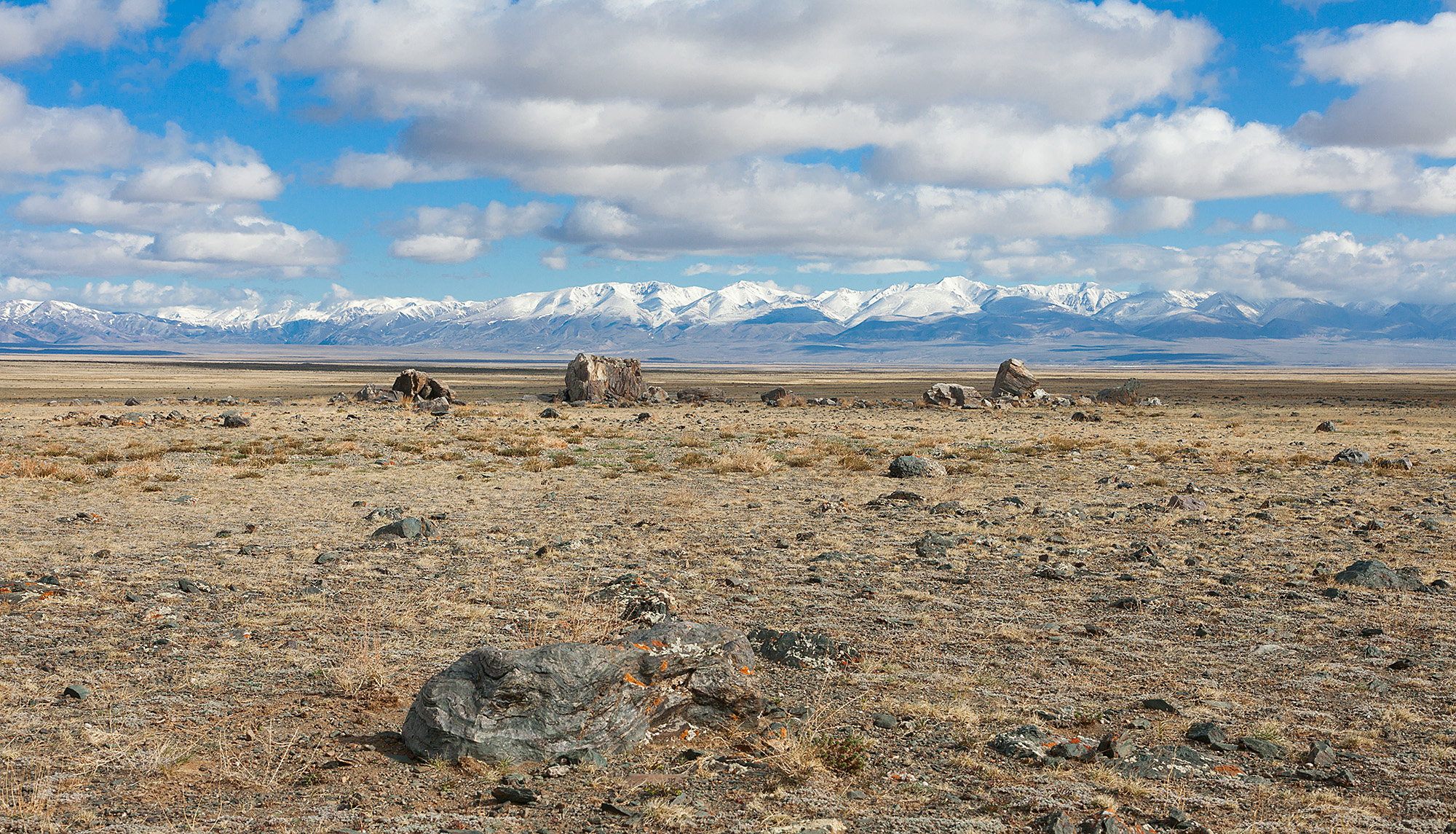
Тархатинский мегалит
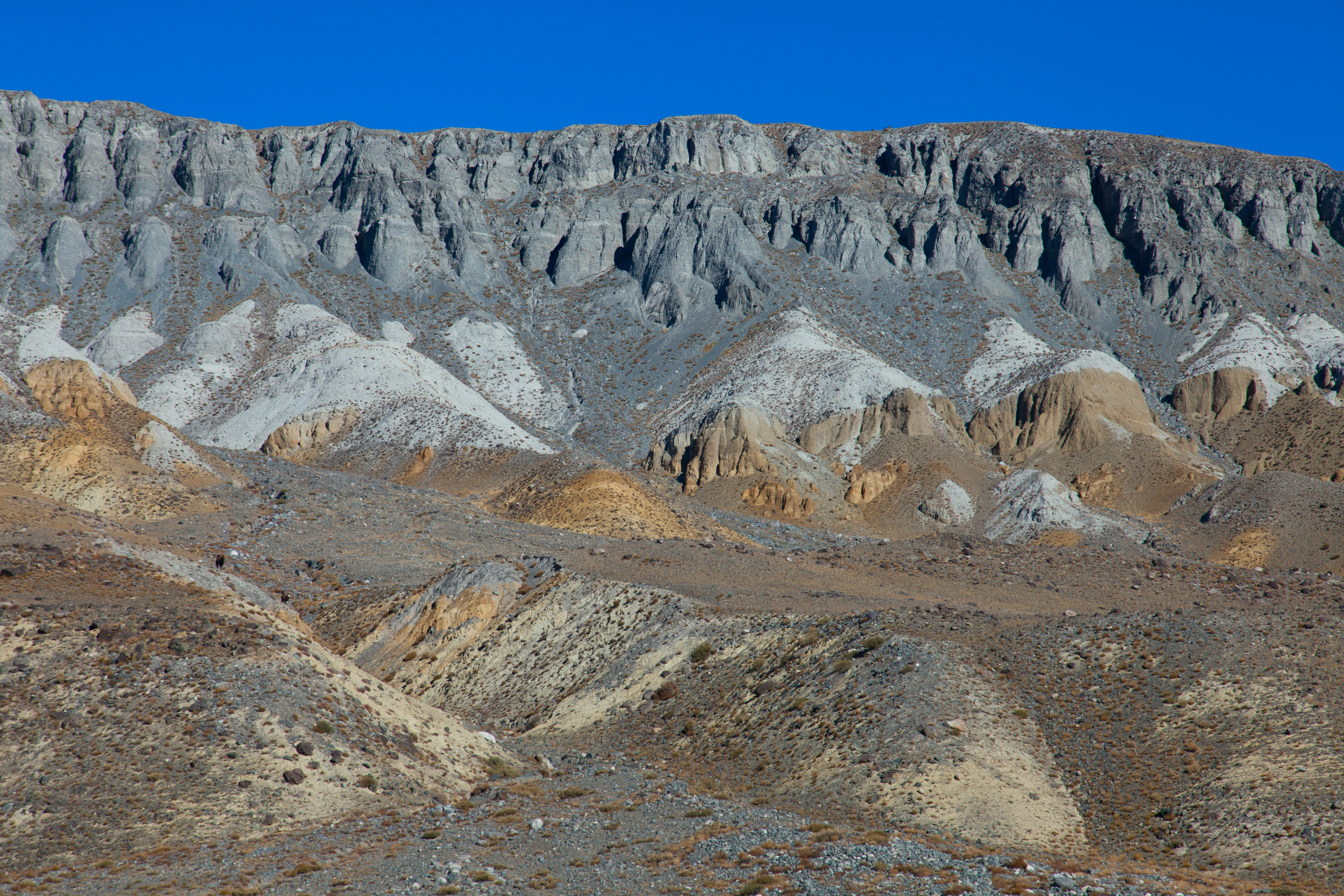
Чаган-Узунский опорный разрез